# Cychrus
Genre
Le genre Cychrus regroupe des insectes coléoptères de la famille des Carabidae.

## Liste des espèces rencontrées en Europe
D'après Fauna Europaea (8 mai 2014)
- Cychrus angulicollis Sella 1874.

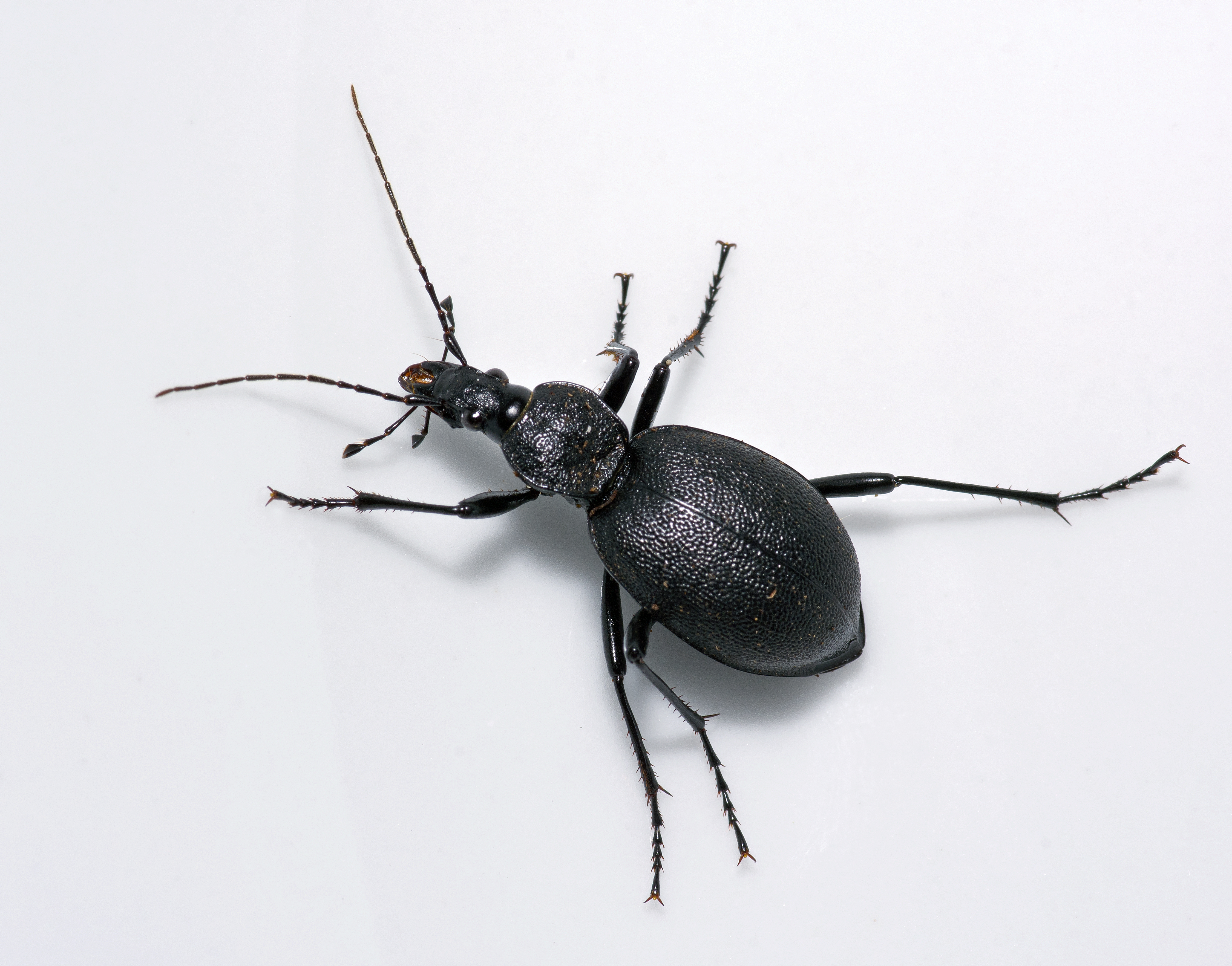
Cychrus caraboides

- Cychrus angustatus Hoppe & Hornschuch 1825.
- Cychrus attenuatus (Fabricius 1792).
- Cychrus caraboides (Linnaeus 1758).
- Cychrus cordicollis Chaudoir 1835.
- Cychrus cylindricollis Pini 1871.
- Cychrus dufouri Chaudoir 1869.
- Cychrus grajus K. Daniel & J. Daniel 1898.
- Cychrus hampei Gestro 1874.
- Cychrus italicus Bonelli 1810.
- Cychrus rugicollis K. Daniel & J. Daniel 1898.
- Cychrus schmidti Chaudoir 1837.
- Cychrus semigranosus Palliardi 1825.
- Cychrus spinicollis L. Dufour 1857.